# Istiqlal FC
Der Istiqlal Football Club (persisch اشگاه فوتبال استقلال کابل), auch als Esteqlal Football Club geschrieben, ist ein 2004 gegründeter afghanischer Fußballverein aus Kabul. Aktuell, Stand Oktober 2024, spielt der Verein in der ersten Liga, der Afghanistan Champions League.

## Erfolge
- Afghanischer Vizemeister: 2021

## Stadion
Der Verein trägt seine Heimspiele im Afghanistan Football Federation Stadium in Kabul aus. Das Stadion hat ein Fassungsvermögen von 5000 Personen.

## Saisonplatzierung
| Saison  | Liga                         | Platz            |                  |
| ------- | ---------------------------- | ---------------- | ---------------- |
| 2021    | Afghanistan Champions League | 2.               |                  |
| 2022    | Afghanistan Champions League | 8.               |                  |
| 2023    | Keine Austragung             | Keine Austragung | Keine Austragung |
| 2024    | Afghanistan Champions League | 7.               |                  |
| 2024/25 | Afghanistan Champions League | 4.               |                  |